# Коленьга
Коленьга — река в Вологодской и Архангельской областях России.

## География
Протекает в северном направлении по территории Тарногского, Верховажского и Вельского районов. Исток — лесное болото на западе Тарногского района. Впадает в реку Кулой в 29 км от её устья по правому берегу.
Уклон реки — 0,55 м/км, длина — 150 км, площадь водосборного бассейна, расположенного на плоской и волнистой, местами заболоченной, покрытой лесами равнине, — 790 км².
Вдоль течения реки расположены населённые пункты Коленгского сельского поселения — деревни Феклуха, Григоровская, Удальцовская, Нивская, Ногинская и Фоминская.

## Притоки
(расстояние от устья)
- 112 км: река Большая Елга (пр)

## Данные водного реестра
По данным государственного водного реестра России и геоинформационной системы водохозяйственного районирования территории РФ, подготовленной Федеральным агентством водных ресурсов:
- Бассейновый округ — Двинско-Печорский
- Речной бассейн — Северная Двина
- Речной подбассейн — Северная Двина ниже места слияния Вычегды и Малой Северной Двины
- Водохозяйственный участок — Вага